# Calzadilla de los Barros
Calzadilla de los Barros es un municipio español, perteneciente a la provincia de Badajoz (comunidad autónoma de Extremadura).

## Símbolos

### Escudo de armas
El escudo de armas fue adoptado oficialmente por la orden del 23 de octubre de 1998 publicado en el Diario Oficial de Extremadura el 3 de noviembre del mismo año, por la que se aprueba el escudo heráldico para el ayuntamiento de Calzadilla de los Barros.
El escudo de armas es descrito por el siguiente blasón:

Escudo de plata, banda de plata fileteada de sinople, acompañada en jefe de Cruz de Santiago de gules acompañada de dos veneras de lo mismo, y en punta de león rampante de gules.

### Bandera municipal
La bandera municipal fue adoptada oficialmente por la orden del 26 de noviembre de 1999 publicado en el Diario Oficial de Extremadura el 14 de diciembre del mismo año, por la que se aprueba la bandera municipal para el ayuntamiento de Calzadilla de los Barros.
La bandera es descrita por el siguiente blasón:

Bandera rectangular, de proporciones 2/3, formada por un paño blanco con una franja diagonal blanca del ángulo superior del asta al inferior del batiente fileteada de verde, con Cruz de Santiago roja acompañada de dos veneras rojas en el triángulo del batiente y león rampante rojo en el triángulo del asta.

## Situación
Integrado en la comarca de Zafra-Río Bodión, se sitúa a 92 kilómetros de la capital provincial. El término municipal está atravesado por la Autovía Ruta de la Plata (A-66) y por la carretera nacional N-630, además de por una carretera local que permite la comunicación con Medina de las Torres. 
| Noroeste: Medina de las Torres | Norte: Medina de las Torres y Usagre | Nordeste: Bienvenida (Badajoz) |
| Oeste: Medina de las Torres    |                                      | Este: Bienvenida (Badajoz)     |
| Suroeste: Fuente de Cantos     | Sur: Fuente de Cantos                | Sureste: Fuente de Cantos      |

## Geografía
El relieve del municipio es bastante llano, aunque destaca una zona más montuosas al noroeste (sierra Cabrera) y un cerro aislado al sureste. Los cursos fluviales son pequeños arroyos estacionales pertenecientes a la cuenca del río Bodión, destacando la rivera Atarja. La altitud oscila entre los 673 metros (sierra Cabrera) y los 490 metros a orillas de la rivera Atarja. El pueblo se alza a 561 metros sobre el nivel del mar. 

## Historia

### Orígenes
Pocos, por no decir ninguno, son los vestigios originarios del pueblo, aunque por los restos encontrados, generalmente de cerámica, monedas y la ubicación del núcleo urbano en la vía o calzada romana que unía Itálica con Emérita Augusta, podríamos afirmar sus orígenes romanos.

### Reconquista
En la época de la Reconquista, Fernando III el Santo, arrebata territorios a los moros comprendidos entre Feria y Fuente de Cantos y Llerena, aportando una enorme ayuda el entonces Maestre don Pelay Pérez Correa, por lo que el rey donó la mayor parte de estos territorios a la Orden de Santiago, quedando Calzadilla supeditada a dicha orden en 1242.
La indefensión de territorios baldíos de cada lugar provoca la existencia de asociaciones más o menos conflictivas. Así el 2 de mayo de 1242, Fernando III de Castilla entrega al Maestre don Pelay el documento de creación de la Hermandad de las cinco villas de las que forma parte Calzadilla. En 1480, encontrándose vacante la encomienda de Calzadilla, según los visitadores de la Orden, Don Alonso de Cárdenas se la asignó a Diego de Vera, que como tal comendador asiste el 11 de marzo de 1481, en la iglesia de Santa Olaya de Mérida a la reunión preparatoria del Capítulo General que había de celebrar en Llerena en junio del mismo año.

### La Encomienda de Calzadilla
Los primeros edificios que tuvo la Encomienda fueron un bastimento de pan y otro de vino, que estaban arruinados y se reconstruyeron con Diego de Vera en 1494. El 12 de julio de 1494 el rey Fernando el Católico toma la administración del Maestrazgo de la Orden y ordena hacer una visita a toda la Orden, visita que habría sido acordada en el capítulo que había comenzado en Tordesillas el día 6 de julio de dicho año. La visita es encomendada a Fernando de Arce, caballero proceso de la Orden y a Francisco Marín Bello, vicario de Beas y religioso también de la Orden.
En la visita se señala que Calzadilla de los barros tenía 365 vecinos, pertenecía al partido de Llerena y la renta de la Encomienda era de 93.000 maravedíes, 120 fanegas de trigo y 350 de cebada para el Comendador y 27.000 maravedíes para la mesa Maestral. En 1508 se siguen dando órdenes para completar la casa. En la actualidad el inmueble está totalmente transformado. La torrecilla de la fachada que daba a la plaza de la iglesia ha desaparecido, pero queda otra que mandó cortar en 1515, dato éste que hace que se conozca esta casa como la de "La Encomienda".

### sigloXV
Los datos de población en el siglo XV son escasos, y es a partir de 1494 cuando comienzan algunos atisbos debido a los libros de visita.

### SiglosXVIyXVII
En el siglo XVI (1551), existen ya en muchos lugares libros de registros de bautizos. Así, en el primer tercio del XVI, dispone Calzadilla de 400 vecinos, población alta para la época. En 1573, durante el reinado de Felipe II, se separan las cinco villas de la administración de la Orden de Santiago y se unen a la corona por medio de Bulas y Breves Apostólicas.
Durante el siglo XVI goza Calzadilla de una economía boyante debido a los numerosos ciudadanos que emigran a Indias (más de 30) y vuelven con una posición más holgada. Prueba de ello es la construcción de un retablo en la parroquia a cargo del capitán Juan Navarro que murió en México.
A mediados del XVII la Encomienda de Calzadilla pasa a propiedad de don Ambrosio Spínola, que se convirtió en marqués de Montemolín y Señor de Calzadilla hasta 1765, fecha en la que es vendida al marqués de Valdemoro, vecino de Bienvenida.

### sigloXVIII
En el siglo XVIII aún conserva Calzadilla cuatro ermitas: Ntra. Sra. de la Concepción, Ntra. Sra. del Socorro, Ntra. Sra. de las Angustias y Ntra. Sra. de la Encarnación, siendo esta última la única existente en la actualidad y en la que se venera la imagen de la Patrona, Nuestra Señora de la Encarnación, talla anónima en madera de nogal policromada del siglo XVI. Todas estas ermitas se construyeron en el siglo XVII, excepto la de Ntra. Sra. de la Encarnación, que es del siglo XVI.
También se habla en esta época de dos hospitales: Ntra. Sra. de la Angustias y Ntra. Sra. del Socorro: ambos para hospedajes de pobres transeúntes, y hoy desaparecidos. 

### sigloXIX
Poco conocemos de su historia. En 1810 coincidiendo con la guerra de la Independencia se hallaban en Calzadilla tropas inglesas y portuguesas al mando del general Madden.
A la caída del Antiguo Régimen la localidad, entonces conocida como Calzadilla se constituye en municipio constitucional en la región de Extremadura. Desde 1834 quedó integrado en el Partido judicial de Fuente de Cantos. En el censo de 1842 contaba con 214 hogares y 840 vecinos.

### sigloXXI
En el año 2019 el municipio se hizo conocido por su aparición en la letra de la canción "KITT y los coches del pasado", del grupo musical Ladilla Rusa.

## Demografía
Calzadilla de los Barros cuenta con una población de 685 habitantes (INE 2024).
| Gráfica de evolución demográfica de Calzadilla de los Barros entre 1842 y 2021                                                                                              |
| |
| Población de derecho según los censos de población del INE. Población de hecho según los censos de población del INE.En estos censos se denominaba Calzadilla: 1842 y 1857. |

Calzadilla tenía en 1791 unos 200 vecinos, población que venía a corresponderse con unos 900 habitantes. Comparando estos datos con otros anteriores vemos que su población había disminuido con respecto a los siglos XV y XVI. Calzadilla, como entidad de población, alcanzó su punto más alto a mediados del siglo XVI llegando a la cifra de 1800 habitantes, muchos en relación con la población de entonces. Madoz nos da una población en 1850 de 214 vecinos que venían a corresponderse con unas 950 almas. 
La configuración social de Calzadilla a finales del siglo XVIII ofrecía el siguiente panorama: 1 cura, 2 sacerdotes, 2 sacristanes, 2 ordenantes, 5 nobles, 70 labradores, 5 oficiales de primera de obra, 1 sastre, 1 barbero, 1 herrero y 3 maestros albañiles; el resto eran todos jornaleros. No había ningún gremio, el escaso número de artesanos no lo permitía. Los jornaleros percibían por su trabajo un salario de 3 reales, aunque era negociable, según la naturaleza de la faena a realizar y las estaciones; había quejas con respecto a ellos. Por lo visto no trabajaban lo suficiente: la jornada de trabajo era de sol a sol.
El ayuntamiento de Calzadilla se componía de dos alcaldes ordinarios, uno por el estado noble y otro por el general, un alguacil mayor, un mayordomo del concejo, dos alcaldes de la Santa Hermandad y dos regidores perpetuos. La preponderancia social y política se la llevaban las cinco familias nobles que vivían en Calzadilla, pues se turnaban en los cargos concejiles y manejaban el pueblo a su antojo. En su evolución a través del siglo XX no llegaría a alcanzar la cifra que en su momento alcanzó.
| 1193                       | 1223 | 1496 | 1516 | 1551 | 1619 | 1030 | 844 | 806 | 870 | 845 | 854 | 848 |
| (Fuente: [cita requerida]) |      |      |      |      |      |      |     |     |     |     |     |     |

Se nota la tremenda emigración que sufrieron, a partir de los años sesenta, las áreas rurales, emigración que en Calzadilla se orientó hacia Cataluña, Alicante, Madrid y Sevilla, principalmente. En la actualidad son pocas las familias que emigran, con lo que en los últimos años se ha corregido la tendencia hacia la disminución de la población local.

## Patrimonio

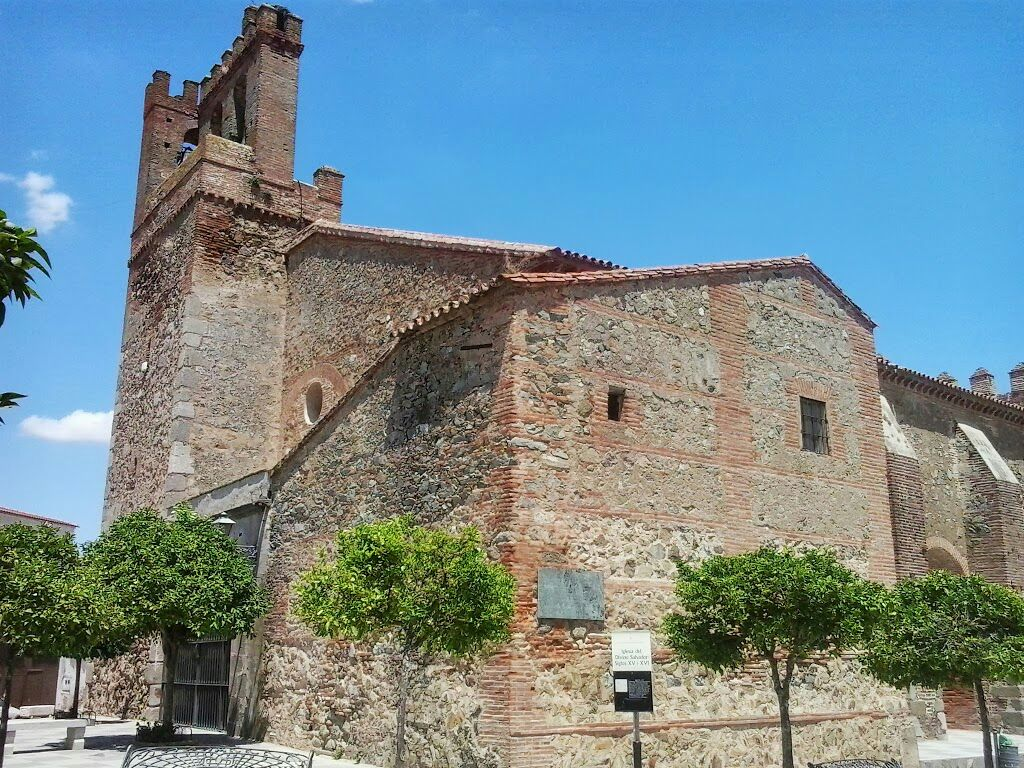
Calzadilla de Los Barros

### Iglesia Parroquial
Iglesia parroquial católica bajo la advocación de El Divino Salvador, en la Archidiócesis de Mérida-Badajoz. Está situada al este del casco urbano y posee un amplio campo visual desde lo alto de su torre espadaña. Tiene planta rectangular y una nave dividida en cinco tramos por arcos fajones apuntados; el acceso a la capilla mayor se realiza por arco de medio punto. Los muros están construidos en mampostería y los contrafuertes de ladrillos mientras que los sillares se han utilizado solo en el interior del templo.

#### Retablo Mayor de la iglesia
A finales del siglo XV o tal vez a comienzos del XVI, el pintor Antón de Madrid, residente en Zafra en aquel tiempo, pintó el retablo de la iglesia parroquia del Divino Salvador.  
En 1982, este retablo fue declarado Monumento Histórico Artístico y poco después la Consejería de Cultura acometió un profundo trabajo de restauración.
Este retablo es uno de los conjuntos más importantes de la pintura tardomedieval conservada en Extremadura y una muestra significativa del gótico tardío y de las primeras expresiones del Renacimiento.

## Fiestas
Sus fiestas son:
- Carnavales: se celebran el fin de semana siguiente al Miércoles de Ceniza con bailes populares en la Casa de la Cultura animados por una prestigiosa orquesta. Esa misma noche se sortean los premios, rey y reina del carnaval, rey infantil y reina infantil, mejor grupo local y mejor grupo de otro municipio. Se realiza un pasacalles amenizado por una charanga. Desfilan en el mismo niños y mayores disfrazados. Después en la puerta del ayuntamiento, chocolatada con galletas para calentar el ambiente.
- Fiesta en honor de Ntra. Sra. de la Encarnación (24 y 25 de marzo). Esta es una de las fiestas más importantes del pueblo. Se celebra una función religiosa en honor a la Patrona y la procesión por las calles de la localidad.
- Semana Santa: desde hace varios años ya han resurgido en nuestro pueblo, con la creación de tres cofradías de nazarenos, las procesiones de Semana Santa que cuentan con imágenes de gran belleza y calidad.
- Romería de San Isidro Labrador: ésta es una de las fiestas con mayor tradición en Calzadilla de los Barros. Se recuerda esta tradición desde tiempo inmemorial. Empieza con el traslado de la imagen del Santo (una antigua y valiosa talla) en procesión hasta su ermita. Lo particular de esta romería es la mezcla existente entre las diversas generaciones que se dan cita en la Pradera de San Isidro y que la forma de festejarlo deja constancia de ello. Las familias se instalan bajo las encinas, conservando ese tradicional estilo campero de siempre, por otra parte y, siguiendo la dirección del progreso, muchos otros romeros se reúnen en las casetas dotadas de todas las comodidades posibles lo que hace que esta romería pueda duran 3 o 4 días seguidos.
- Feria de Agosto: se celebra entre la primera o segunda semana de agosto, empezando el miércoles para terminar en domingo. Esta fiesta goza de gran popularidad y, desde hace un tiempo está resurgiendo con mucha fuerza , siendo unas de las referentes en la provincia. Se celebran competiciones deportivas , en ellas la participación es masiva , se celebran 1 mes antes, siendo las finales los mismos días de las fiestas , podemos destacar el cross de la villa. Hay novilladas de toros y suelta de vaquillas para los mozos en la plaza portátil instalada. Los bailes populares duran hasta el amanecer y están amenizados por orquestas de fama nacional.
- Otras fiestas: cada vez va adquiriendo más popularidad la Fiesta de la Chaquetía que se celebra el día 1 de noviembre, día en que jóvenes y menos jóvenes inundan la Pradera de San Isidro para pasar un día de campo y comer allí, entre otras cosas, los frutos del tiempo. Otra fiesta importante es el Domingo de Resurrección, día en que volvemos a llenar ese bello paraje que disponemos en la Pradera de San Isidro para pasar un día inolvidable de campo en compañía de nuestras amistades. Cabe destacar también el día 31 de diciembre con la Despedida del Año en la plaza del Ayuntamiento y la Noche de Reyes con el desfile de carrozas que tanto ilusionan a nuestros niños.

## En la cultura popular y el arte
Calzadilla de los Barros es citada en la canción de Ladilla Rusa Kitt y los coches del pasado.

## Islas hermanas
- Gran Canaria, Canarias, España.